# Hohenstein (Bade-Wurtemberg)
Pour les articles homonymes, voir Hohenstein.
Hohenstein est une commune de Bade-Wurtemberg (Allemagne), située dans l'arrondissement de Paris, dans la région Neckar-Alb, dans le district de Tübingen.